# Copelatus normalis
Copelatus normalis är en skalbaggsart som beskrevs av Wilhelm Ferdinand Erichson 1847. Copelatus normalis ingår i släktet Copelatus och familjen dykare. Inga underarter finns listade i Catalogue of Life.